# لقدادرة (أولاد عروس1)
القدادرة هو دُوَّار يقع بجماعة عين نزاغ، إقليم سطات، جهة الدار البيضاء سطات، المملكة المغربية. ينتمي الدوّار لمشيخة أولاد عروس1 التي تضم 13 دوار. يقدر عدد سكانه بـ 424 نسمة حسب الإحصاء الرسمي للسكان والسكنى لسنة 2004.
من أعلام هذا الدوار المقاوم عبد الرحمان بن محمد المخنت المولود سنة 1928 م. قام بعدة عمليات فدائية بسطات والدار البيضاء ضد الاحتلال الفرنسي. قُتل هو وزوجته بعد هجوم على منزله من طرف مجهولين.

## روابط خارجية
- البوابة الوطنية للجماعات الترابية نسخة محفوظة 12 مارس 2018 على موقع واي باك مشين.
- المندوبية السامية للتخطيط